# عشب الربيع الأثيوبي
عشب الربيع الأثيوبي (الاسم العلمي:Anthoxanthum aethiopicum) هو نوع من النباتات يتبع جنس عشب الربيع من الفصيلة النجيلية.